# Dolichovespula
Dolichovespula Rohwer, 1916 è un genere di imenotteri vespoidei.
Si differenzia facilmente dal genere Vespula per la distanza maggiore tra base mandibola e bordo inferiore dell'occhio.

## Biologia
Sono vespe molto pacifiche e avvicinano raramente l'uomo, nonostante alcune di loro, in particolare D. saxonica e D. media nidifichino spesso e volentieri nelle immediate vicinanze di abitazioni o addirittura nel sottotetto di case in campagna.

Un'altra particolarità di questo genere è che due di loro, D. adulterina e D. omissa, abbiano uno sviluppo a spese di D. saxonica la prima e di D. sylvestris la seconda. Ovvero, non costruiscono un proprio nido ma aggrediscono un nido in una fase ben precisa del suo sviluppo, uccidono la regina fondatrice, e prendono possesso della nuova dimora.
Effettuano questo attacco esattamente poco prima della schiusa delle prime celle pupali contenenti operaie. Eventuali operaie già sfarfallate saranno uccise e allontanate dal nido come la regina fondatrice. Le operaie che schiuderanno dalla presa in possesso in poi riconoscono nell'intrusa la regina fondatrice e si mettono ai suoi servizi.
Una peculiarità di queste due specie, è che non sviluppano operaie; nascono soltanto regine e maschi. Di conseguenza nidi invasi da queste due specie non vengono ulteriormente ingranditi, ma rimarranno molto al di sotto della dimensione media di quelli indenni.

## Tassonomia
Comprende le seguenti specie:
- Dolichovespula adulterina (Buysson, 1905)
- Dolichovespula alpicola
- Dolichovespula arenaria
- Dolichovespula loekenae (Eck, 1980)
- Dolichovespula maculata (Linnaeus, 1763)
- Dolichovespula media (Retzius, 1783)
- Dolichovespula norwegica (Vikberg, 1986)
- Dolichovespula norvegicoides (Sladen, 1918)
- Dolichovespula omissa (Bischoff, 1931)
- Dolichovespula pacifica (Birula 1930)
- Dolichovespula saxonica (Fabricius, 1793)
- Dolichovespula sylvestris (Scopoli, 1763)